# Manhattan-Kaboul
Pour le quartier et la ville, voir Manhattan et Kaboul.
Singles par Renaud
Docteur Renaud, Mister Renard
(2002) Cœur perdu
(2002)
Singles par Axelle Red
J'ai jamais dit
(2000) Je me fâche
(2002)
Pistes de Boucan d'enfer
Cœur perdu Elle a vu le loup
Manhattan-Kaboul est une chanson française écrite par Renaud et composée par Jean-Pierre Bucolo, que Renaud interprète en duo avec Axelle Red, dans l'album Boucan d'enfer, sorti en 2002. Elle a été écrite peu après les attentats du 11 septembre 2001 et la seconde guerre d'Afghanistan. La chanson a été élue « Chanson originale de l'année » aux Victoires de la musique 2003 et « Chanson francophone de l'année » aux NRJ Music Awards 2003. Malgré le succès, ce titre n'atteindra pas la première place des classements en France, mais la deuxième derrière Inch'Allah de MC Solaar.

## Genèse de la chanson
Jean-Pierre Bucolo avait composé la musique de la chanson depuis déjà plusieurs années, sans que Renaud ne trouve de texte à mettre dessus. Au départ, la chanson est destinée à être chantée en anglais sous le nom I Get on the Bus ou Devil on Me avec des paroles en yaourt, en attendant une meilleure inspiration. Il se décide tout de même à enregistrer la musique, pour être sûr que ce serait prêt lorsqu'il aurait les paroles, puis, lors de l'enregistrement de l'album Boucan d'enfer, Renaud écrit rapidement les paroles définitives sur la console du studio.
Dès le début de l'écriture des paroles, Renaud pense à en faire un duo, soulignant ainsi la dualité des deux personnages, l'un homme et l'autre femme. Il se tourne alors vers Axelle Red qu'il connaît un petit peu et qu'il apprécie, la considérant comme sa chanteuse francophone préférée depuis quelques années.

## Analyse succincte des paroles de la chanson
Dans ce texte, deux victimes des événements de 2001 chantent leur situation et les causes de leur mort. Renaud interprète un jeune Portoricain qui travaillait dans une des tours du World Trade Center à New York, détruites le 11 septembre 2001. Tandis qu'Axelle Red se fait l'interprète d'une petite fille afghane tuée pendant l'attaque de la coalition menée par les États-Unis dans son pays tenu par les talibans pendant l'automne 2001.
À partir du rapprochement de ces deux anonymes vivant aux antipodes l'un de l'autre, Renaud remet en cause l'intégrisme musulman (« Plus jamais esclave des chiens », dit des talibans l'Afghane) et la puissance américaine (le Portoricain parle d'« un colosse aux pieds d'argile »). Dans une actualité qui restait marquée par les attentats de septembre 2001 et par la surexposition de l'Afghanistan, pays en guerre civile depuis l'invasion soviétique de 1979, cette chanson recadre le propos sur les individus anonymes qui sont victimes directement de ces évènements. En outre, lorsque Axelle Red chante « Les dieux, les religions, / les guerres de civilisations /  les armes, les drapeaux, les patries, les nations/ font toujours de nous de la chair à canon », et qu'elle est rejointe par Renaud lors des deux dernières parties de la phrase, ce passage de la chanson est parfaitement interprétable comme un message de la part de tous les anonymes victimes de la guerre et du terrorisme. « Je ne voulais pas en faire une chanson "politique", pas prendre parti », précise Renaud, en ajoutant « Je déteste autant le terrorisme islamiste ou autre que l'impérialisme américain. Juste parler de deux quidams anonymes, victimes innocentes des événements, de la géopolitique, d'agissements criminels. »

## Récompenses
La chanson a été élue « Chanson originale de l'année » aux Victoires de la musique 2003 et « Chanson francophone de l'année » aux NRJ Music Awards 2003.

## Reprises
- Patrick Coutin a repris la chanson en 2003 pour l'émission Retour gagnant.
- Laurent Gerra a parodié la chanson en Washington-Bagdad, pour faire suite à la guerre d'Irak.
- Cazoul la reprend en 2004 sur le disque Les Plus Beaux Hits par Armand Cazeneuve dit « Cazoul »
- Joan Baez l'a également interprétée lors de ses tournées en France.
- Stone et Charden chanson reprise dans l'album 'Made in France de 2012
- Thomas Dutronc et Nikki Yanofsky chanson reprise dans l'album 'La bande à Renaud 2' de 2015.

## Classements et certifications
| Pays                | Meilleure position | Certification |
| ------------------- | ------------------ | ------------- |
| France              | 2                  | Platine       |
| Belgique (Wallonie) | 4                  | Platine       |
| Belgique (Flandre)  | 34                 |               |
| Suisse              | 37                 |               |